# 儀明信号場
儀明信号場（ぎみょうしんごうじょう）は、新潟県十日町市松代町儀明にある北越急行ほくほく線の信号場である。

## 概要
鍋立山トンネル内にある、単線区間での列車交換型信号場である。

## 歴史
- 1997年（平成9年）3月22日：ほくほく線の開業と同時に使用を開始する[1]。

## 構造
一線スルー方式で本線1線・待避線1線の2線を有し、2015年3月13日まで北越急行線内を走っていた9両編成の特急「はくたか」に対応する有効長をもっている。なお、特急「はくたか」の運行終了後も当信号場では列車の交換待ちが行われる運行設定がある。

## 隣の駅
北越急行
■ほくほく線
まつだい駅 - 儀明信号場 - ほくほく大島駅